# Chung Ling Soo

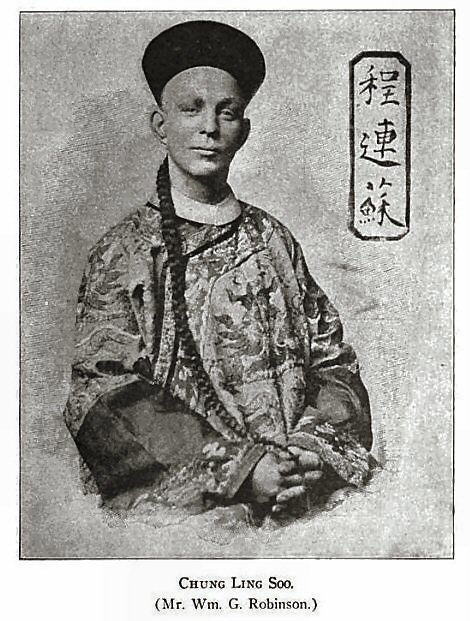
The Old and New Magic gedruckt 1906

Chung Ling Soo (eigentlich William Ellsworth Robinson; * 2. April 1861 in New York City; † 24. März 1918 in London) war ein US-amerikanischer Zauberkünstler.
1880 gab er seinen Beruf als Metallschlosser auf und begann als Robinson – the Man of Mystery herumzureisen.
1887 ging er beim Zauberer Harry Kellar einen Fünfjahresvertrag als Bühnenmeister ein. Danach betrieb er in New York ein Zaubergeschäft. Ab 1893 war er Bühnenmeister und Mechaniker beim Zauberkünstler Alexander Herrmann. Hier erlernte er das Showbusiness. Nach Herrmanns Tod im Jahre 1896 führte er die Show zusammen mit dessen Neffen Leon fort.
Nach seiner Entlassung baute er eine eigene chinesische Nummer auf und gab sich als Chinese aus unter dem Namen Chung Ling Soo, in Anlehnung an den berühmten Ching Ling Foo (1854–1922).
Er war verheiratet mit Suee Seen.
Seine Truppe bereiste England, Frankreich, Deutschland, den mittleren Osten, Australien, Neuseeland und Indien. Sein berühmtester Trick war die „lebende Zielscheibe“. 1918 starb er in London bei einer Vorführung des Kugelfangs, weil die präparierte Waffe  unsachgemäß gehandhabt worden war. Erst nach seinem Tod wurde publik, dass er kein Chinese war.